# 사이토 소마
사이토 소마(斉藤 壮馬, 1991년 4월 22일 ~ )는 일본의 성우이다. 야마나시현 출신으로 81 프로듀스 소속이다.

## 인물
81 엑터즈 스튜디오 24기. 가족구성은 부모님과 여동생이 2명이 있다.

2008년 제2회 81 오디션 합격을 하였다. 같은 합격자로 하라 사유리가 있다.

2014년 봄부터 방송된 TV 애니메이션 '하이큐ㅡ!!'에서 야마구치 타다시 역을 맡아 주목을 모으고 있다. 

같은해 여름에 방송된 아카메가 벤다!의 타츠미 역으로 첫 주연을 해낸다.

2015년 제9회 성우 어워드 신인남우상을 수상하였다.

## 출연작
※굵은 글씨는 주연·메인 캐릭터

### TV 애니메이션
2011년
- 전국☆파라다이스 -극- (타치바나 무네시게)
- 프리티 리듬 오로라 드림 (리포터)

2013년
- 이나즈마 일레븐 GO 갤럭시 (루스란 카시모흐)
- 킬라킬 (히토츠보시 학생)
- 은하기공대 마제스틱 프린스 (2호기 파일럿, 통신사)
- 서번트 X 서비스 (손님B)
- 동경 레이븐즈 (학생)
- 논논비요리 (미아 센터 직원)
- 프리티 리듬 레인보우 라이브 (남학생)
- 포켓몬스터 베스트 위시 시즌2 데코로라 어드벤쳐 (마을 사람)
- 역시 나의 청춘 러브코메는 잘못되어 있어 (광고남자, 시로구미 남자)

2014년
- 아카메가 벤다! (타츠미)
- 알드노아 제로 (츠무기 유타로)
- 괴도 조커 (섀도우 조커)
- 신들의 악희 (남학생A)
- 잔향의 테러 (트웰브 / 히사미 토우지)
- 시도니아의 기사 (아카이 모치쿠니, 조종사, 의원)
- 소니아니 -SUPER SONICO THE ANIMATION- (손님B, 카메라맨A)
- 트라이브 쿠루쿠루 (텐보우인 유즈루)
- 노우린 (학생)
- 하이큐ㅡ!! (야마구치 타다시)
- 막말Rock (정의대)
- 퓨쳐카드 버디파이트 (류엔지 타스쿠, 전자닌자 시덴, 전설의 용자 타스쿠, 학생, 마수 그렌델)
- 포켓몬스터 XY (조수)
- 포켓몬스터 베스트 위시 시즌2 데코로라 어드벤쳐 (마을 사람)
- 마법과고교의 열등생 (이소리 케이)
- 겁쟁이 페달 (타테바야시 모토나리)
- 겁쟁이 페달 GRANDE ROAD (타데바야시 모토나리)
- 레이디 쥬엘펫 (카레 왕자)

2015년
- 경계의 린네 (카인)
- 케이오스 드래곤 적룡전역 (스아로우 크라츠바리)
- 시원찮은 그녀를 위한 육성방법 (카토 케이이치)
- 4월은 너의 거짓말 (관객)
- 다이아몬드 에이스 (무카이 타이요)
- 던젼에서 만남을 추구하는 건 잘못된걸까 (헤르메스)
- Dance with Devils (카기누키 레무)
- 플라스틱 메모리즈 (맥스)
- 야마다군과 7인의 마녀 (시부타니 케이고) ※8화부터 등장하는 인물
- 퓨쳐카드 버디파이트 100 (류엔지 타스쿠, 마계전사 제파르, 전자닌자 시덴, 스텔스닌자 키리가쿠레 사이조, 시작의 조룡 무 리톨랜드, 기자)
- 육화의 용사 (아드렛 마이어)
- 탐정 팀KZ(캇즈) 사건노트 (와카타케 카즈토미)

2019년
- 앙상블 스타즈! (아오이 히나타, 아오이 유우타)

2020년
- 히프노시스 마이크 (유메노 겐타로)

### OVA
2014년
- 마지막 나라의 앨리스 ※코믹스 제13권 DVD 부록 한정판
- 12세。 (타카오 유우토) ※※「챠오」 2014년 5월호 부록
- 신드밧드의 모험 (비텔)
- 수수께끼 공주는 명탐정 (토노 아즈사) ※「챠오」 2014년 2월호 부록, 코믹스 제7권 애니메이션 DVD 부록장착판
- 판타지스타 스텔라 (마르코 쿠오레) ※코믹스 제8권 OVA 부록 한정판

2015년
- 하이큐ㅡ!! 리에프 배알 (야마구치 타다시) ※코믹스 제15권 애니메이션 DVD 부록 예약한정판
- 야마다군과 7인의 마녀 (시부타니 케이고) ※코믹스 제17권 OAD 부록 한정판

### 극장 애니메이션
2015년
- 음악소녀 (사회자)
- 하이큐ㅡ!! 끝과 시작 (야마구치 타다시)
- 하이큐ㅡ!! 승자와 패자 (야마구치 타다시)

2020년
- 사랑하고 사랑받고, 차고 차이고 (이누이 카즈오미)

2021년
- 기동전사 건담: 섬광의 하사웨이 (레인 에임)

2024년
- 극장판 하이큐!! 쓰레기장의 결전 (야마구치 타다시)
- 킹 오브 프리즘 -드라마틱 프리즘.1- (타치바나 유키노조)

2025년
- 킹 오브 프리즘 -유어 엔드리스 콜- 모두 빛나라! 프리즘 투어즈 (타치바나 유키노조)

### 게임
2010년
- 검과 마법과 학원물。2G (리몬)
- SANGOKU CHAOS ~삼국 CHAOS~ (조운)

2011년
- 스타 프로젝트 (하세가와 유우키, 사카모토 류지)

2014년
- 그랑블루 판타지 (페자)
- 코에카레 (유우키 카나데)
- 12세。~진정한 마음~ (타카토 유우토)
- 시로네코 프로젝트 (비트)
- 냥라부~나의 사랑을 찾는법~ (스구리 타쿠마)
- 하이큐ㅡ!! 이어라! 정점의 경치!! (야마구치 타타시)
- 마법과고교의 열등생 Out Of Order (이소리 케이)
- 로스트 디멘션 (마르코 바르바트)

2015년
- 12오딘즈 (그렌)
- 아이★츄 (마다라 타츠미)
- 아르가디아의 푸른 무녀
- 앙상블 스타즈! (아오이 히나타, 아오이 유우타)
- 우세의 지사 (사카모토 료마 / 남주인공C)
- 우세의 낭사 (오키타 요시지로 / 남주인공C)
- 왕궁의 트릭 테라 (프레첼)
- 괴도 죠커 시간을 뛰어넘은 괴도와 잃어버린 보석 (샤도우 죠커)
- 재배소년 일본판 (스투키)
- 종천의 트로이메라이 (파우스트)
- BELIVER! (카미시로 카이)
- DYNAMIC CHORD feat. Liar~S (하루나 소타로)
- 제국해군연모정 ~메이지 요코스카 행진곡~ (미야마 슌세이)
- DAME X PRICE (류제 황자)
- 도쿄 오토메 레스토랑 (야마부키 치히로)
- 도검난무 (츠루마루 쿠니나가, 나마즈오 토시로)
- 퓨쳐카드 버디파이트 우정의 폭렬 파이트! (류엔지 타스쿠)
- POSSESION MAGENTA (시즈마 소우타)
- 꿈왕국과 잠자는 100인의 왕자님 (릿츠)
- Cafe Cuillere~카페 뀌리에~ (사쿠마 아사히)

2016년
- 경계의 백설
- 월드 오브 파이널 판타지 (란)

2017년
- 디아마지-마법소년학과- (히노미야 카이토)

### 더빙
- 영화
- 151 경기 (알토로) ※일본 개봉명 : 코치 래드슬 무적이라 불리는 남자
- 송 원 (헨리 에리스) ※일본 개봉명 : 브룩 린의 연인들

- 애니메이션
- 정글 셔플 (마느)
- 영 져스티스 (로빈)

### 라디오
- 니시야마 코타로와 사이토 소마의 해피 RADIO 한낮의 템파링 (퍼스널리티)
- 닛폰 낭독 아카데미 (라디오 오사카, Rdital, HiBiKi Radio Sation, 니코니코 동화 라디오 오사카 채널 : 2013년 12월 5일 - )
- 퓨쳐 라디오 버디파이트 (라디오 오사카, HiBiKi Radio Sation : 2014년 4월 5일 - 모리시마 슈타와 함께 진행중)
- 에구치 타쿠야와 사이토 소마의 겐지코이우타 해피라지! (퍼스널리티)
- MAN TWO MONTH RADIO 사이토 소마의 SO 마니악! (AG-ON : 2015년 4월 10일 ~ 5월 29일, 초! A&G : 2015년 4월 11일 ~ 5월 30일 (전8회))

### 라디오 드라마
- 에브★라지 밤의 연속 스마트폰 소설 '방송금지' (츠즈키)
- 큰 벚꽃 나무 아래에서 (스즈하라 마코토)

### 디지털 코믹
- VOMIC 사이키 쿠스오의 Ψ(사이)난 (히로시)
- Bee 만화 코스프레☆애니멀
- 월간 코믹TV 드라마시어터 코메드라 늑대씨와! (키츠네즈카 하루키)
- 월간 코믹TV 드라마시어터 코메드라 사랑의 시간 (미하라 사토시)
- 모션 코믹 그래도 도시는 돌아간다 (사나다 코쇼)

### 실사
TV
- 코믹TV 닷슈 (BS11 : 2012년 10월 - 2013년 3월)
- 보이스 아카데미아 (제9회 게스트, BS후지 : 2013년 7월 28일)
- 아니메마시테 (테레비도쿄 : 2014년 8월 11일, 18일)
- 도쿄 오토메 레스토랑 (제2회 게스트, TOKYO MX : 2015년 4월 8일)
- 오하스타 슈퍼 LIVE (월요 캐릭터 MC OHA단장 소마, 테레비도쿄 : 2015년 4월 6일 - )

DVD
- 리얼 보물찾기 사신 로키의 저주 in 도쿄 독일 마을

무대
- 81 PRODUCE Presents 와카테 리딩 공연 성순-SEISHUN 라디오 드라마를 위한 에튀드 산단의 탑 (부상병)

### CD
<BL CD>
- 오니의 왕과 계약 (야세 토키모리)
- 오만왕자와 시크릿러브 (쿠레하시 아키토) ※애니메이트 한정판 코믹스 부록
- given (사토 마후유)
- 호랑이굴 다이닝 (레이지)
- 그런 눈으로 봐줘 (네자키 하루)
- 신죠군과 사사하라군 (남학생)
- 사춘기의 남자아이와 그것 (사쿠라이)
- 바닐라 리조트 (야기)
- 기루의 군인 (츠키사토 렌)
- 하라다 형아 (유이)

<드라마 CD>
- 히프노시스 마이크 (유메노 겐타로)

<라디오CD>
- DJCD 하이큐ㅡ!! 카라스노 고교 방송부 제1권
- 라디오CD 퓨쳐 라디오 버디파이트 Vol. 1-2

<그외 CD>
- 진흙탕 연애 (마야마 토오루)
- 양의 해★양으로 잘자요 시리즈 sleep sleep sheep choice vol.3 대학생편
- 디어♥보컬리스트(일본어판) (쥬다)

### 음악 CD
2011년
- 5월 19일 / 주간 코믹TV 코미손타임CD 81 프로듀스 Ver. 「If…」 ((모에) 메가네 남자 구락부(하타노 와타루, 타카노하시 츠바사, 에구치 타쿠야, 사이토 소마))

2014년
- 11월 28일 / 겐지모노가타리~남녀역전 사랑노래~ 아카이시의 권 (아카이시)

2015년
- 3월 13일 / SolidS Vol.1 (오쿠이 츠바사 / 에구치 타쿠야, 사이토 소마, 하나에 나츠키, 우메하라 유이치로)
- 4월 1일 / Flyme Project「MEDICODE」
- 4월 24일 / 카베동 SONG♪ 시리즈 2nd (레분 쇼우야)
- 5월 13일 / Buddy Lights (류엔지 타스쿠)
- 5월 27일 / EMOTIONAL POSSESION (시즈마 소우타 / 마에노 토모아키, 사이토 소마, 마스다 토시키, 이시카와 카이토, 오노 유우키, 오카모토 노부히코)
- 5월 29일 / SolidS Vol.2 (오쿠이 츠바사 / 에구치 타쿠야, 사이토 소마, 하나에 나츠키, 우메하라 유이치로)
- 7월 31일 / SolidS Vol.3 (오쿠이 츠바사 / 에구치 타쿠야, 사이토 소마, 하나에 나츠키, 우메하라 유이치로)
- 8월 26일 / 전력소년들의 노래CD 1학년 유닛 타이가&토아 (사에키 타이가 / 사이토 소마, 우메하라 유이치로)
- 10월 21일 / 마드모★아젤 (PENTACLE★（사이토 소마, 하타노 와타루, 콘도 타카시, 키무라 스바루, 히라카와 다이스케))
- 10월 28일 / Dance with Devils 캐릭터 싱글1 카기누키 레무 (카기누키 레무)
- 10월 30일 / 나카요시 상점가, 사랑의 탕 영업중! 2 (쥬죠 마사키)

### 어플
- 시츄에이션 카레시 제6탄 「학교에서 XX 하자?」 (카즈하)
- LOVE DEATH (시로카네 호쿠토)

### 그 외
- 오디오북
- 오디오북 델트라 퀘스트 (리프, FeBe : 8월 12일 - )
- 도쿄 국제 애니메페어 2013 가와카루 가이드 방송결정판 여기가 미래。도쿄 국제 애니메페어 2013 (리포터)
- 방과후 카타스트로피 오리지널 오디오 드라마 (츠쿠모 시토네)
- 메가 공룡전 2015 -거대화의 수수께끼에 다가간다- (쥬니어판 음성가이드, 마쿠하리 멧세 : 2015년 7월 18일 - 8월 30일)